# Псенодах
Псенодах (Псинеда́х; адыг. Псынэдах) — самое большое и известное ледниково-карстовое озеро Кавказского заповедника в Адыгее, находится на дне ледникового цирка, замкнутого между вершинами Оштен и Пшехо-Су к северу Фишт-Оштенского перевала.
В переводе с черкесского название означает «красивое озеро (колодезь, родник)».

## Морфометрия
Длина озера — 165 м, ширина в наибольшем месте 72,5 метра. Длина береговой линии — 492,5 м. Площадь водной поверхности — 0,9 га, объём — 3450 м³.

## География
На Фишт-Оштеновском горном массиве обнаружено 12 внезапно возникающих и постоянных озёр. Самое большое — это озеро Псинедах, расположенное на высоте 1938 м. По форме озеро похожее на полумесяц. В озеро впадает четыре ручья со склонов горы Фишт, на северо-восточном берегу есть ещё семь источников, подпитывающих озеро. Стока поверхностного типа у озера нет. Есть только дренаж карстового типа по подземным ручьям. Псинедах является мелководным озером, глубина 20-80 см. Только на юго-западе озера глубина его составляет 3—3,5 м — в данном месте расположена воронка, хорошо видимая через чистую толщу воды.
Количество воды в озере и его размеры постоянно меняются по никому не известному принципу. Иногда на поверхности озера возникают завихрения от воронок, а иногда вовсе вода из озера уходит, и примерно в течение месяца оно снова полноводно.

## Галерея

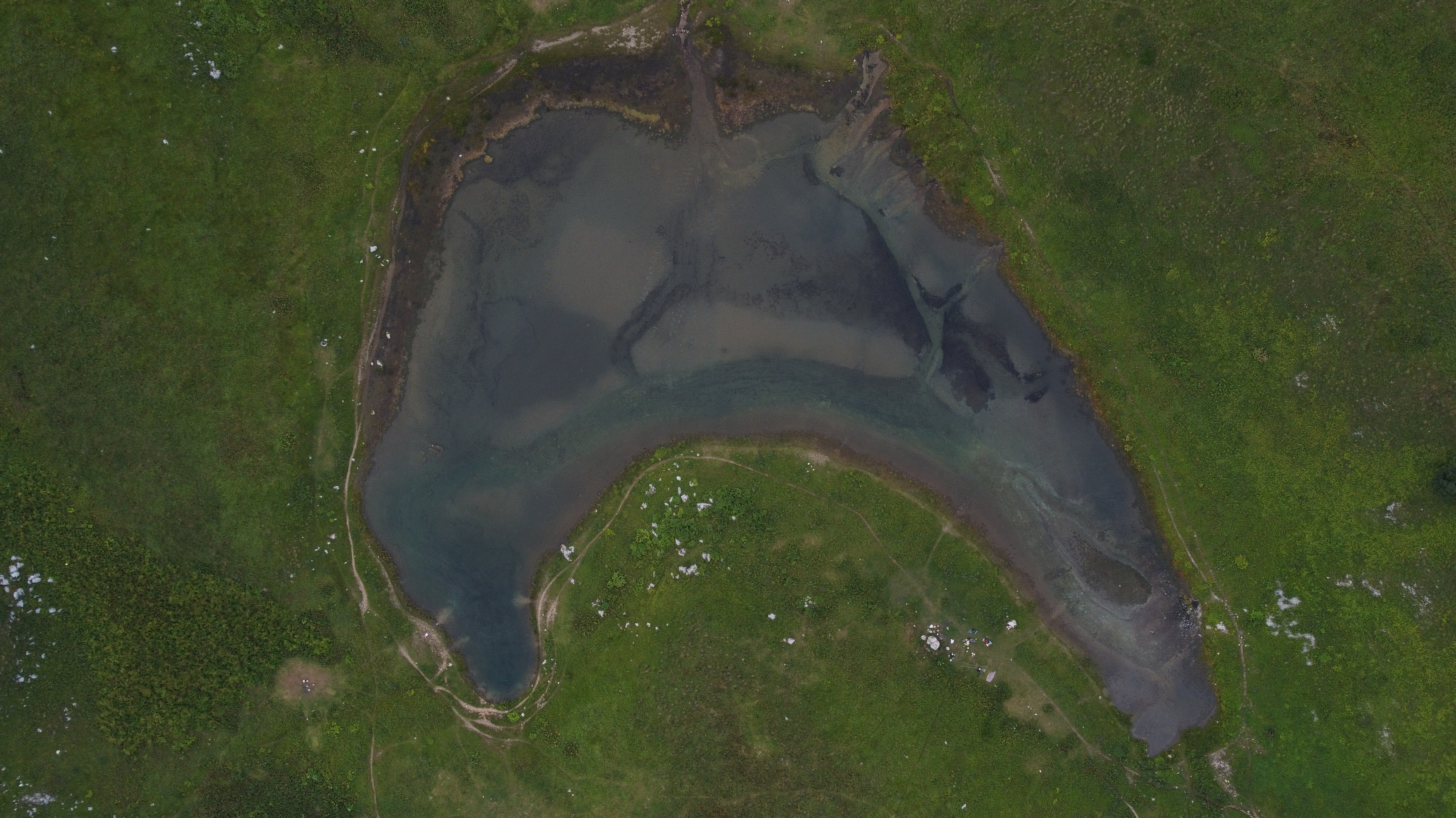
Озеро Псинедах с квадрокптера
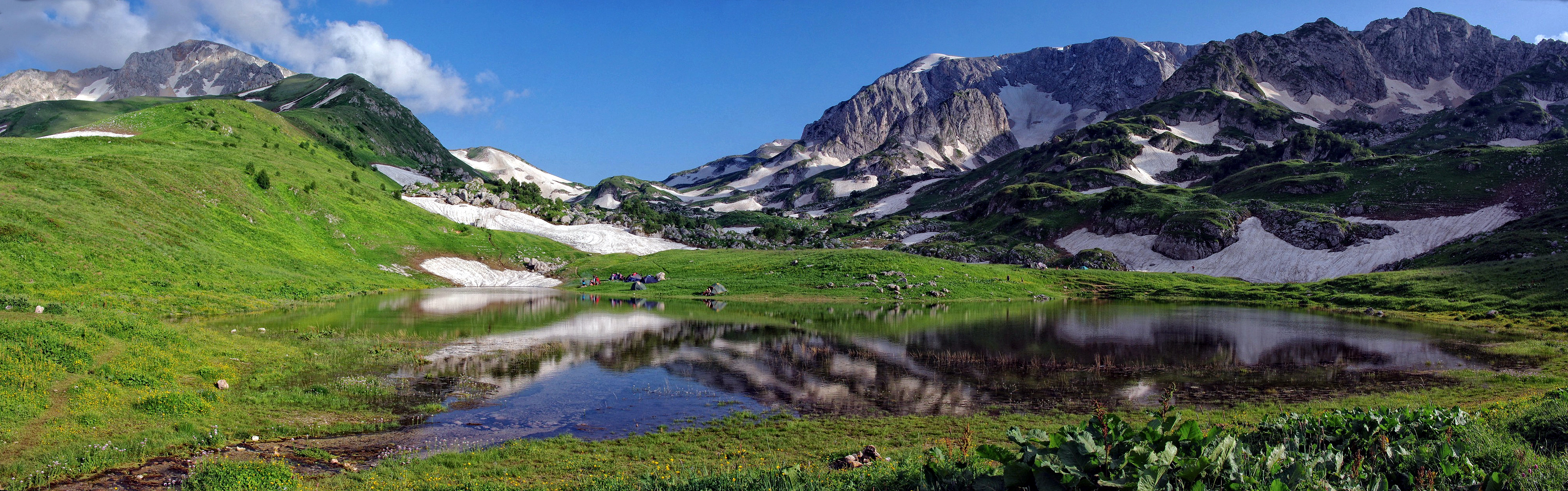
Озеро Псинедах
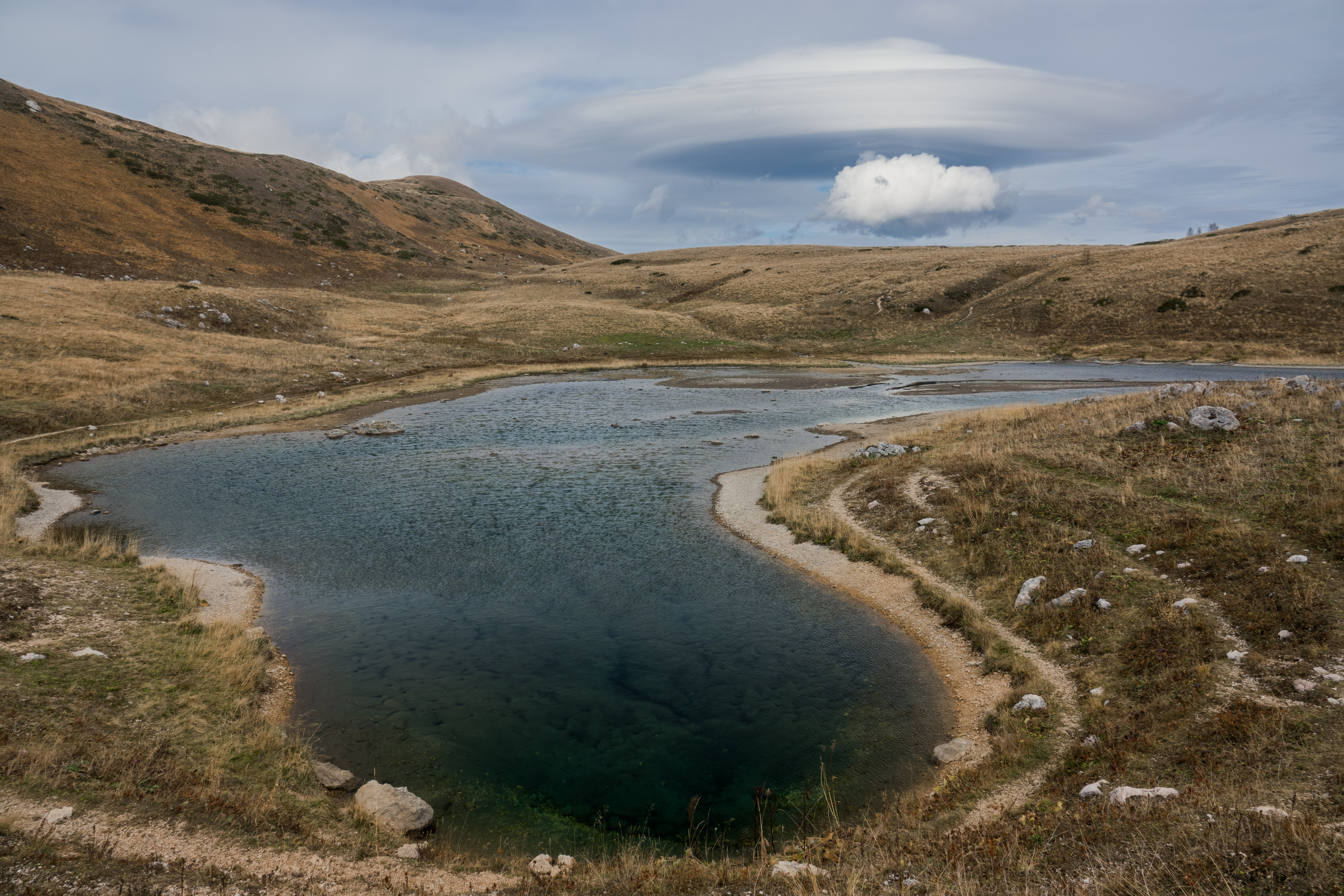
Облако над озером
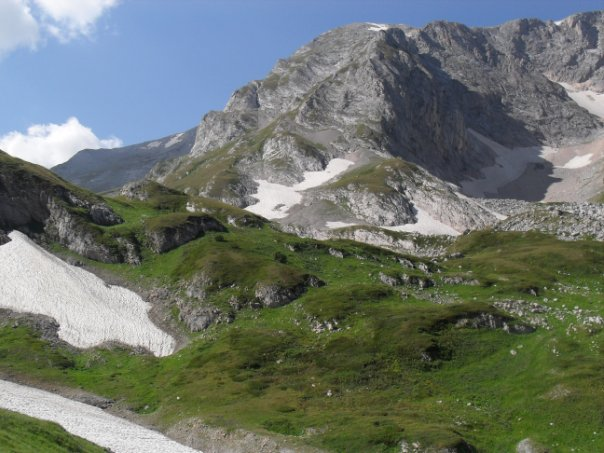
Гора Пшехасу
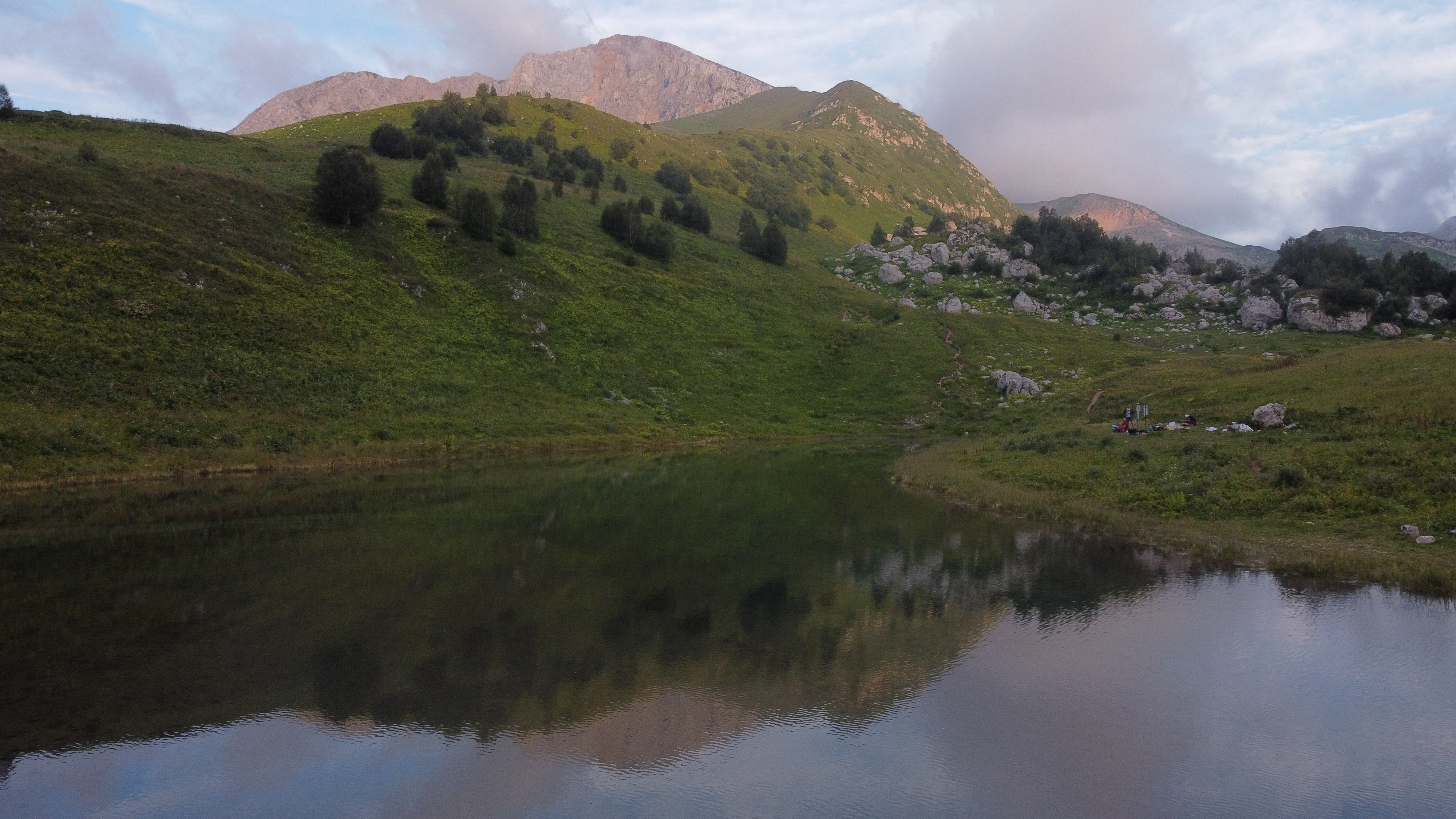
Берег озера Псинедах